# 林荷娜
林荷娜（Im Ha-na，2000年1月1日—）生於韓國江原道，是一名韓國射擊運動員，主攻步槍項目，曾獲得2018年世界射擊錦標賽女子10公尺空氣步槍冠軍。

## 外部連結
- ISSF （页面存档备份，存于）